# Pierre-Jean Rosseel
Pierre-Jean Rosseel (Gent, 30 april 1796 - aldaar, 1 november 1868) was een Belgisch industrieel.

## Levensloop
Pierre-Jean was de zoon van Jean-Pierre Rosseel. In 1839 nam hij het dagelijks beheer van de katoenfabriek over van zijn vader, en bleef aan als directeur toen het bedrijf na het overlijden van Jean-Pierre aan de familie De Hemptinne werd verkocht.
Daarnaast zetelde Rosseel ook als liberaal politicus in de Gentse gemeenteraad, van 1846 tot 1854. Van 1850 tot 1852 was hij schepen van Financiën ad interim. Net als zijn vader was hij een orangist.